# Todo Seu (canção de Jorge & Mateus)
"Todo Seu" é uma canção da dupla sertaneja brasileira Jorge & Mateus, lançada em 5 de maio de 2022 como primeiro single do décimo primeiro álbum ao vivo É Simples Assim em todas as plataformas digitais de áudio e vídeo. Composta por Diego de Souza, Kel Bertin, Léo Souzza e Tiago Marcelo e produzida por Neto Schaefer, o videoclipe e áudio da canção foram gravados em 15 de fevereiro de 2022, na Villa JK, em São Paulo. A direção de vídeo foi feita por Flaney Gonzallez.
Recebeu uma certificação de diamante pela Pro-Música Brasil.

## Gravação e lançamento
A canção foi gravada em em 15 de fevereiro de 2022, na casa de shows Villa JK, em São Paulo, junto com as demais do álbum É Simples Assim.
O single foi lançado em 5 de maio de 2022.

## Conteúdo e composição
A canção, composta por Diego de Souza, Kel Bertin, Léo Souzza e Tiago Marcelo, é uma expressão lírica de amor e entrega total a uma pessoa amada. A letra revela um sentimento profundo de pertencimento, onde o eu-lírico declara que seu amor não é mais seu, mas sim da pessoa amada, indicando uma conexão tão intensa que transcende a posse individual e se torna exclusiva do outro. Contém trechos como: "Eu não chamo mais o meu amor de meu / Porque ele é todo seu, é todo seu / E nada meu, é todo seu / Avisa o próximo que não tem próximo depois de eu"

## Faixa e formatos
"Todo Seu" foi lançado como single em streaming nos serviços Spotify, Deezer, YouTube Music, Tidal e Amazon Music e para download digital no Apple Music, contendo somente a faixa.
| Streaming e download digital |            |         |  |
| N.º                          | Título     | Duração |  |
| 1.                           | "Todo Seu" | 2:51    |  |

## Recepção

### Desempenho comercial
Após uma semana do lançamento, esteve no 2º lugar dos vídeos em alta do YouTube, ultrapassando 4 milhões de visualizações. No Spotify, a canção estreou no Top 50 de músicas mais ouvidas do país.
Em 31 de dezembro, "Todo Seu" esteve entre as 100 músicas mais executadas nas rádios.

### Desempenho nas paradas
| Tabela musical                       | Melhor posição |
| ------------------------------------ | -------------- |
| Apple Music (Top Brazilian Songs)    | 5              |
| Spotify (Top Brazil)                 | 7              |
| Pro-Música Brasil (Top 50 Streaming) | 12             |
| Billboard (Brazil Songs)             | 12             |
| Crowley (Top 100 Brasil)             | 24             |

### Certificações
| País (Provedor)                                              | Certificação | Unidades/vendas certificadas |
| ------------------------------------------------------------ | ------------ | ---------------------------- |
| Brasil (Pro-Música Brasil)                                   | Diamante     | ±300 000                     |
| Dados de vendas + streaming baseados apenas na certificação. |              |                              |